# 前三岛乡
前三岛是指以平岛（或称平山岛）、达山岛、车牛山岛三个岛为主的岛礁群，面积0.32平方公里，位于中华人民共和国江苏省东北、山东省东南的黄海上，为两省争议地区。2018年中华人民共和国国家海洋局和民政部公布的岛屿名称中，将此部分岛屿归类为苏鲁交界。

## 历史
明代在今山东省设安东卫抵御倭寇，管辖包括前三岛在内的今苏北部分地区及海域。当时卫所属于山东都指挥使司，但是不属于地方。
清乾隆年间撤安东卫并入日照县。
1949年前后，连云港属于山东解放区，1953年划入江苏。1988年前前三岛驻兵由中国人民解放军济南军区派驻，1988年后改由江苏省公安边防总队驻守。构成了实际管辖。
2017年4月，在前三岛进行水产养殖的连云港某公司因山东日照籍渔船前来争夺该海域内的海产品而与之发生冲突，导致该公司保安人员被鲁籍渔船扭送至日照市岚山边防派出所。不久后，日照市岚山区检察院以涉嫌敲诈勒索罪为名对该公司几名工作人员批准逮捕。

## 行政管理

### 行政区划
前三岛乡（行政區劃代碼：320703200；統計用區劃代碼：320703203），为江苏省连云港市连云区于1992年成立的乡级行政区，下辖平山、达山、车牛山三个村，乡人民政府驻平山岛。江苏省连云港市连云区前三岛乡辖村级行政单位3个，其中行政村3个、社区0个：
平山岛村、达山岛村、车牛山岛村。
前三岛乡（行政區劃代碼：371103201；統計用區劃代碼：371103200），为山东省日照市岚山区成立的乡级行政区，设定管辖范围除前三岛外还包括海岸上实际管辖的四个社区，乡人民政府驻王家海屋社区。山东省日照市岚山区前三岛乡辖村级行政单位4个，其中行政村0个、社区4个：
王家海屋社区、刘家海屋社区、周家庄社区和秦官庄社区。

### 政府设置
江苏省连云港市连云区在前三岛设中国共产党前三岛乡委员会、前三岛乡人民政府、前三岛乡人民代表大会。江苏省前三岛乡党委、政府设置下列机构：
内设机构
- 党政办公室
- 经济发展和农业农村办公室

直属事业单位
- 财经服务中心
- 生态环境保护中心（城建环卫服务中心）

山东省日照市岚山区在前三岛设中国共产党前三岛乡委员会、前三岛乡人民政府。山东省前三岛乡党委书记、乡人民政府乡长，由岚山头街道党工委书记、办事处主任分别兼任。

### 驻军驻警
曾经驻有江苏省公安边防总队连云港市公安边防支队前三岛边防大队，并在车牛山岛上有一座由江苏边防总队建设的光伏电站。 2018年，守岛武警官兵撤防，改由新成立的前三岛民兵哨所接防。前三岛民兵哨所分别在设立在车牛山岛、达山岛、平山岛三个海岛上。2019年，连云港市公安局连云分局在此设立前三岛派出所。原前三岛公安边防大队改制为云台边防大队达山岛边防派出所。故该岛实际上由江苏连云港方面管辖。